# Thamnophis sirtalis fitchi
Il serpente giarrettiera (Thamnophis sirtalis fitchi (Fox, 1951)) è un serpente della famiglia Natricidae, diffuso in Nord America.

## Distribuzione
L'areale di questa sottospecie comprende gli Stati Uniti occidentali (California, Oregon, Washington fino all'estremo sud dell'Alaska) e centrali (Nevada, Idaho, Montana occidentale, Wyoming occidentale e Utah centro-settentrionale).